# Jules Bovon
Jules Bovon (* 25. April 1852 in La Tour-de-Peilz; † 28. Juli 1904 in Lausanne) war ein Schweizer evangelischer Geistlicher und Hochschullehrer.

## Leben

### Familie
Jules Bovon war der Sohn von Aimé Bovon, Kassierer bei der Bank Cuénod & Cie. in Vevey und dessen Ehefrau Marie (geb. Trottet).
Er heiratete 1883 Bertha, Tochter des Privatiers Paul Spühler aus Bulle.

### Werdegang
Jules Bovon immatrikulierte sich 1870 als Theologiestudent an der Freien Fakultät Lausanne und beendete sein Studium 1874; 1876 promovierte er mit seiner Dissertation La personne de Christ d'après David-Frédéric Strauss et l'Ecole de Tubingue zum Lizentiaten.
Nach seinem Studium war er von 1874 bis 1875 in Kassel am Friedrichsgymnasium als Französischlehrer tätig, hierbei unterrichtete er den späteren deutschen Kaiser Wilhelm II. und dessen Bruder Heinrich.
Von 1878 bis 1880 war er Pfarrer in Grandson, bevor er die Professur für Systematische Theologie an der Freien Fakultät Lausanne erhielt; er lehrte bis zu seinem Tod.
Seit 1889 war er Mitglied des Kirchenrats der reformierten Freikirche des Kantons Waadt und präsidierte dort von 1898 bis 1904.
1898 wurde er Mitbegründer der freikirchlichen Monatsschrift Liberté chrétienne.

## Mitgliedschaften
- Jules Bovon war von 1869 bis 1874 Mitglied der Studentenverbindung Zofingia.

## Ehrungen und Auszeichnungen
- 1894 ernannte ihn die Theologische Fakultät der reformierten Landeskirche der Universität Lausanne zum Dr. h. c.

## Schriften (Auswahl)
- La personne de Christ d'après David-Frédéric Strauss et l'Ecole de Tubingue. Lausanne: Georges Bridel, 1876.
- La foi. Lausanne: A. Imer, 1883.
- Vérité et liberté. Lausanne 1891.
- Théologie du nouveau testament. Lausanne, Georges Bridel, 1894–1902.
- L'enseignement des apôtres. Lausanne: Georges Bridel, 1894.
- Dogmatique Chrétienne. Lausanne: G. Bridel, 1895–1896.
- Etude sur l'oeuvre de la rédemption. Lausanne: Bridel, 1896.
- Morale chrétienne. Lausanne: G. Bridel, 1897–1898.
- Jésus et l'Église des premiers jours. Esquisses historiques. Lausanne: G. Bridel, 1899.
- Christianisme et religion. Lausanne, 1900.
- La vie et l'enseignement de Jésus. Lausanne: G. Bridel, 1902.
- Le fondement historique. Lausanne: G. Bridel, 1902.
- Théologie du Nouveau Testament. Lausanne: G. Bridel, 1902–1905.